# Koankin-1
Pour les articles homonymes, voir Koankin.
Ne doit pas être confondu avec Koankin-2.
Koankin-1, également orthographié Kouankin-1 ou typographié Kouankin I, est une localité située dans le département de Tanghin-Dassouri de la province du Kadiogo dans la région Centre au Burkina Faso.

## Géographie
Koankin-1 est administrativement associé au village de Goghin (ou Goghin-1).

## Économie
L'agriculture est la principale activité de Koankin-1.

## Santé et éducation
Le centre de soins le plus proche de Koankin-1 est le centre médical (CM) de Tanghin-Dassouri tandis que les hôpitaux se trouvent à Ouagadougou.
Le village possède une école primaire publique.